# Mersey-parti rangadó
A Merseyside Derby a két legsikeresebb liverpooli futballklub, az Everton FC és Liverpool FC közötti rangadó. Hagyományosan a Merseyside Derbyt The Friendly Derbyként hívják amiatt, hogy sok család egyik fele az Evertonnak, míg a másik a Poolnak szurkol.

## Történelem
Az 1950-es és 1960-as évek folyamán Evertont főleg katolikus klubként emlegették, míg a Liverpoolt protestáns klubként.
Más helyi rangadóktól eltérően az erőszak az Everton és a Liverpool szurkolói között ritkaság, de a Heysel Stadion katasztrófája miatt az Everton rajongói a liverpooli huligánokat okolták az angol klubcsapatok kizárása miatt.
Mindazonáltal, a kapcsolatok a Hillsborough-tragédia után javultak, amikor mindkét csapat rajongói együtt gyűltek össze. Everton és Liverpool sálakat fűztek össze a Stanley Parkon keresztül az Anfield és a Goodison Park között. Nemrég a 11 éves Rhys Jones meggyilkolása után is összegyűltek a klubok rajongói, és elénekelték a két csapat himnuszát.
A Liverpool FC Anglia legsikeresebb klubcsapata 19 bajnoki címmel, 6 BL/BEK győzelemmel rendelkezik, míg az Everton 9 bajnoki címmel, 5 FA-kupával és 1 KEK-kel.

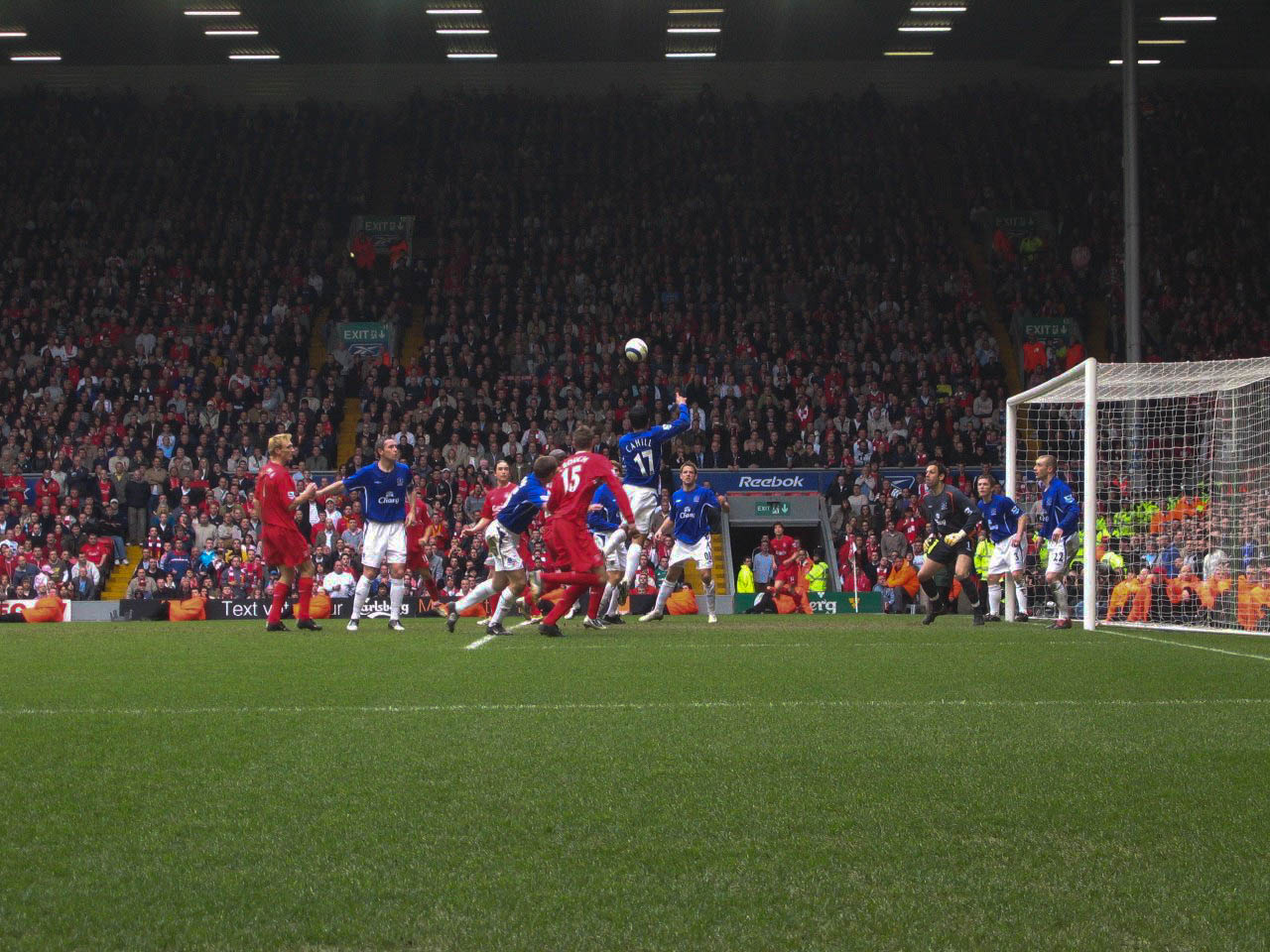
Merseyside Derby az Anfield Stadionban

| Kiírás                       | Mérkőzések száma | Liverpool | Döntetlen | Everton | Liverpool Gólok | Everton Gólok |
| ---------------------------- | ---------------- | --------- | --------- | ------- | --------------- | ------------- |
| Football League Division One | 146              | 54        | 44        | 48      | 203             | 181           |
| Premier League               | 63               | 28        | 25        | 10      | 89              | 53            |
| FA-kupa                      | 25               | 12        | 6         | 7       | 40              | 28            |
| Ligakupa                     | 4                | 2         | 1         | 1       | 2               | 1             |
| Angol szuperkupa             | 3                | 1         | 1         | 1       | 2               | 2             |
| Screen Sport Super Cup       | 2                | 2         | 0         | 0       | 7               | 2             |
| Összesen                     | 243              | 99        | 77        | 67      | 343             | 267           |

Frissítve 2023. október 21-én.